# Nalögo jezik
Nalögo jezik (ISO 639-3: nlz), austronezijski novopriznati i gotovo izumrli jezik sa Solomonskih otoka, koji se govori u selima Nea, Nooli, i Bibr na južnoj strani otoka Santa Cruz, provincija Temotu.
Pripada u oceanijske jezike i užoj skupini reefs-santa cruz. Etnička pripadnost iznosi oko 1 600.. 
16. siječnja 2009. označen je kodnim nazivom [nlz]